# 南登崑
南登崑（1927年1月—2022年12月21日），男，汉族，江苏扬州人，中国康复医学教育家。曾任同济医科大学附属同济医院院长。